# Orechovitsa
Orechovitsa (bulgariska: Ореховица) är ett distrikt i Bulgarien.   Det ligger i kommunen Obsjtina Dolna Mitropolija och regionen Pleven, i den nordvästra delen av landet, 130 km nordost om huvudstaden Sofia.
Trakten runt Orechovitsa består till största delen av jordbruksmark. Runt Orechovitsa är det ganska glesbefolkat, med 34 invånare per kvadratkilometer.